# Sertularella valdiviae
Sertularella valdiviae är en nässeldjursart som beskrevs av Eberhard Stechow 1923. Sertularella valdiviae ingår i släktet Sertularella och familjen Sertulariidae. Inga underarter finns listade i Catalogue of Life.